# Brasil Open 1991
Il Brasil Open 1991 è stato un torneo di tennis giocato sulla terra rossa. È stata la 9ª edizione del torneo, che fa parte della categoria Tier V nell'ambito del WTA Tour 1991. Si è giocato a San Paolo in Brasile dal 2 all'8 dicembre 1991.

## Campionesse

### Singolare
Sabine Hack ha battuto in finale  Veronika Martinek con il punteggio di 6–3, 7–5

### Doppio
Inés Gorrochategui /  Mercedes Paz hanno battuto in finale  Renata Baranski /  Laura Glitz con il punteggio di 6–2, 6–2